# رائول تورو
رائول تورو (انگلیسی: Raúl Toro Julio; ۲۱ فوریهٔ ۱۹۱۱ – ۳۰ اکتبر ۱۹۸۲) بازیکن فوتبال اهل شیلی بود.
وی همچنین در تیم ملی فوتبال شیلی بازی کرده‌است.